# Чэнь Сеся
Чэнь Сеся́ (кит. упр. 陈燮霞, пиньинь Chén Xièxiá), родилась 8 января 1983 года — китайская тяжелоатлетка, член национальной сборной Китая. Чемпионка мира 2007 года. Выступает в весовой категории до 48 кг.
Чэнь Сеся 9 августа завоевала первое китайское золото на Играх-2008.